# نيكولاس بريال
جيرالد سولنيتزكي (بالفرنسية: Nicolas Bréhal)‏ ويدعى نيكولاس بريال ولد بباريس في 6 ديسمبر 1952، وتوفى في لوفالوا-بيري في 31 مايو 1999. وهو كاتب فرنسي. حصل على جائزة رينودو الأدبية عام 1993.